# United States Marine Corps

Sztandary US Marine Corps

United States Marine Corps (Korpus Piechoty Morskiej Stanów Zjednoczonych), skrótowiec USMC (potocznie: Marines, w języku polskim marines) – jeden z rodzajów amerykańskich sił zbrojnych. W kwietniu 2006 służyło w nim 178 tysięcy żołnierzy. Jego rezerwa (Marine Corps Reserve) w 2004 liczyła 102 tysiące żołnierzy. Chociaż Korpus jest osobną służbą, wraz z marynarką wojenną Stanów Zjednoczonych podlega kierującemu Departamentem Marynarki sekretarzowi marynarki.

## Zakres działań bojowych
Korpus jest zdolny do wykonania szerokiego wachlarza zadań. Jak sama nazwa wskazuje, jego specjalność to wykonywanie desantów morskich. W tej właśnie roli korpus odegrał kluczową rolę podczas walk na Pacyfiku w trakcie II wojny światowej. W dzisiejszych czasach tego typu operacje zdarzają się jednak stosunkowo rzadko. W okresie od końca drugiej wojny światowej do dziś, oddziały Marines z reguły walczą u boku oddziałów wojsk lądowych armii amerykańskiej (US Army) jako zwykła piechota zmechanizowana, wykonując podobne zadania daleko od morza. Dla przykładu podczas inwazji na Irak w 2003 zachodnie skrzydło amerykańskiego natarcia składało się z dywizji piechoty zmechanizowanej wchodzącej w skład wojsk lądowych (US Army), a wschodnie skrzydło z dywizji piechoty morskiej.
Pomimo podobnych ról na polu walki, istnieją bardzo istotne różnice między wojskami lądowymi i korpusem piechoty morskiej. Oba rodzaje wojsk prowadzą cichą, ale intensywną rywalizację między sobą. Od czasu do czasu w Ameryce pojawiają się głosy, że utrzymywanie wielkiego korpusu Marines, praktycznie w roli drugich, równoległych wojsk lądowych obok US Army, jest przeżytkiem i że korpus powinien być – dla oszczędności – znacznie zredukowany. Jednak lobby polityczne korpusu jest tak silne, że wszelkie próby jego redukcji mają małe szanse sukcesu w przewidywalnej przyszłości. Według obecnych planów korpus będzie nawet powiększony, gdyż jego filozofia walki z naciskiem na działania lekkiej piechoty dobrze pasuje do kampanii przeciwko partyzantce, prowadzonych na przykład w Iraku i Afganistanie.

## Lotnictwo Korpusu
Korpus piechoty morskiej posiada własne lotnictwo (ang. United States Marine Corps Aviation), w którym służy około 35 tysięcy jego żołnierzy. Najważniejszy samolot to myśliwsko-szturmowy F/A-18 Hornet (143 egzemplarze). Dywizjony z tymi samolotami często służą na amerykańskich lotniskowcach obok dywizjonów lotnictwa floty, mogą jednak też działać z lotnisk na lądzie. Korpus posiada też 102 samoloty pionowego startu AV-8B Harrier II i 81 F-35 Lightning II, które mogą operować z amerykańskich okrętów desantowych typów Wasp i Tarawa. Z okrętów tych mogą również operować helikoptery szturmowe UH-1Y Venom (171 egzemplarzy), czy AH-1Z Viper (90 sztuk i kolejnych 117 w zamówieniu). Ponadto korpus ma jeszcze całą gamę innych samolotów transportowych i pomocniczych (m.in. 7 tankowców C-130 oraz 57 zmodyfikowanych KC-130), używa też około 700 różnego rodzaju śmigłowców (w tym 277 V-22 Osprey i 141 CH-53).

## Historia

### Powstanie Korpusu
Za datę powstania US Marines przyjmuje się 10 listopada (Święto Korpusu) 1775, kiedy to Kongres Kontynentalny podjął decyzję o powołaniu piechoty morskiej. W rzeczywistości zalążki pierwszego batalionu marines powstały w połowie grudnia tegoż roku, a w styczniu 1776 pierwszy oddział 230 oficerów i żołnierzy został zaokrętowany na pokładach pięciu okrętów wojennych. W czerwcu 1776, gdy armia Waszyngtona poniosła porażkę nad rzeką Hudson, 130 ludzi zeszło z okrętów i podjęło walkę na lądzie rozpoczynając tym samym tworzenie historii Korpusu.
W 1794 Kongres zdecydował o budowie silnej floty handlowej osłanianej przez 6 fregat. Na każdej z nich miał objąć służbę oddział marines w liczbie „jeden żołnierz na każde działo”. 11 lipca 1798 Kongres podjął uchwałę o powołaniu do życia Korpusu Piechoty Morskiej Stanów Zjednoczonych. Marines w czasie wojny mieli podlegać regulaminowi armii (US Army), ale w czasie służby na morzu podlegali regulaminom marynarki (US Navy). Ten podwójny system obowiązuje do dziś.

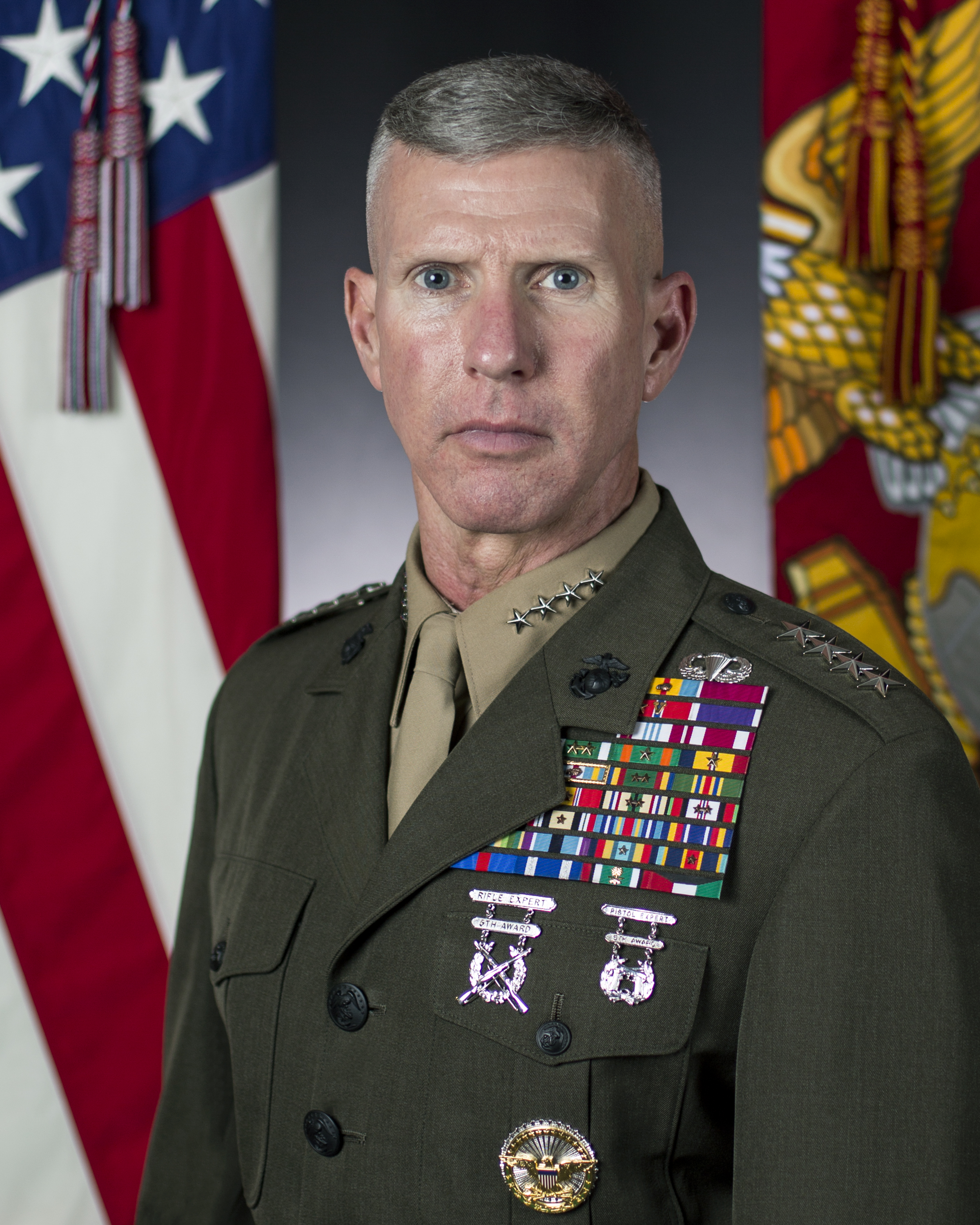
Obecny, 39. dowódca Korpusu, generał Eric M. Smith

Dewiza marines brzmi Semper fidelis (w tłumaczeniu z łaciny: Zawsze wierny).

### Walki przed II wojną światową
Pierwszym teatrem działań Korpusu była Ameryka Środkowa: Meksyk i tak zwane republiki bananowe (Gwatemala, Honduras, Kostaryka, Nikaragua), gdzie US Marine Corps odgrywał rolę twórcy i „żandarma” amerykańskiej dominacji w tym regionie.
W początkach XX wieku marines uznani zostali za „first to fight”, czyli za formację pierwszego rzutu. Dlatego też jako pierwsi znaleźli się we Francji w 1918. W tym czasie do Korpusu zaciągnęło się 61 tys. ochotników, z czego ponad 46 tys. przeszło trening na osławionej wyspie Parris. Ilu marines zginęło w I wojnie światowej, nie wiadomo, ponieważ rząd Stanów Zjednoczonych nie podał strat własnych.

### II wojna światowa

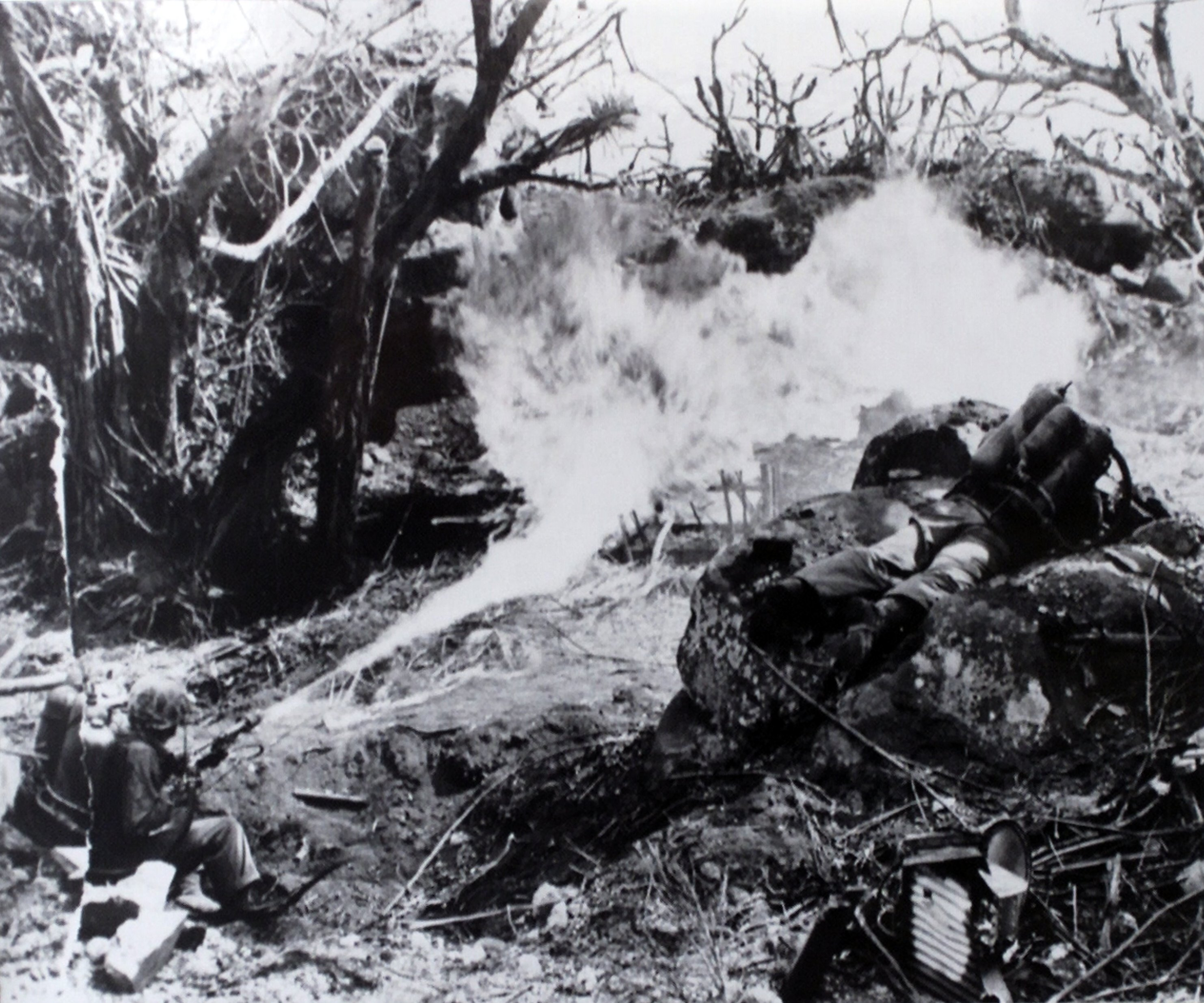
Marines w czasie walk o Tarawę

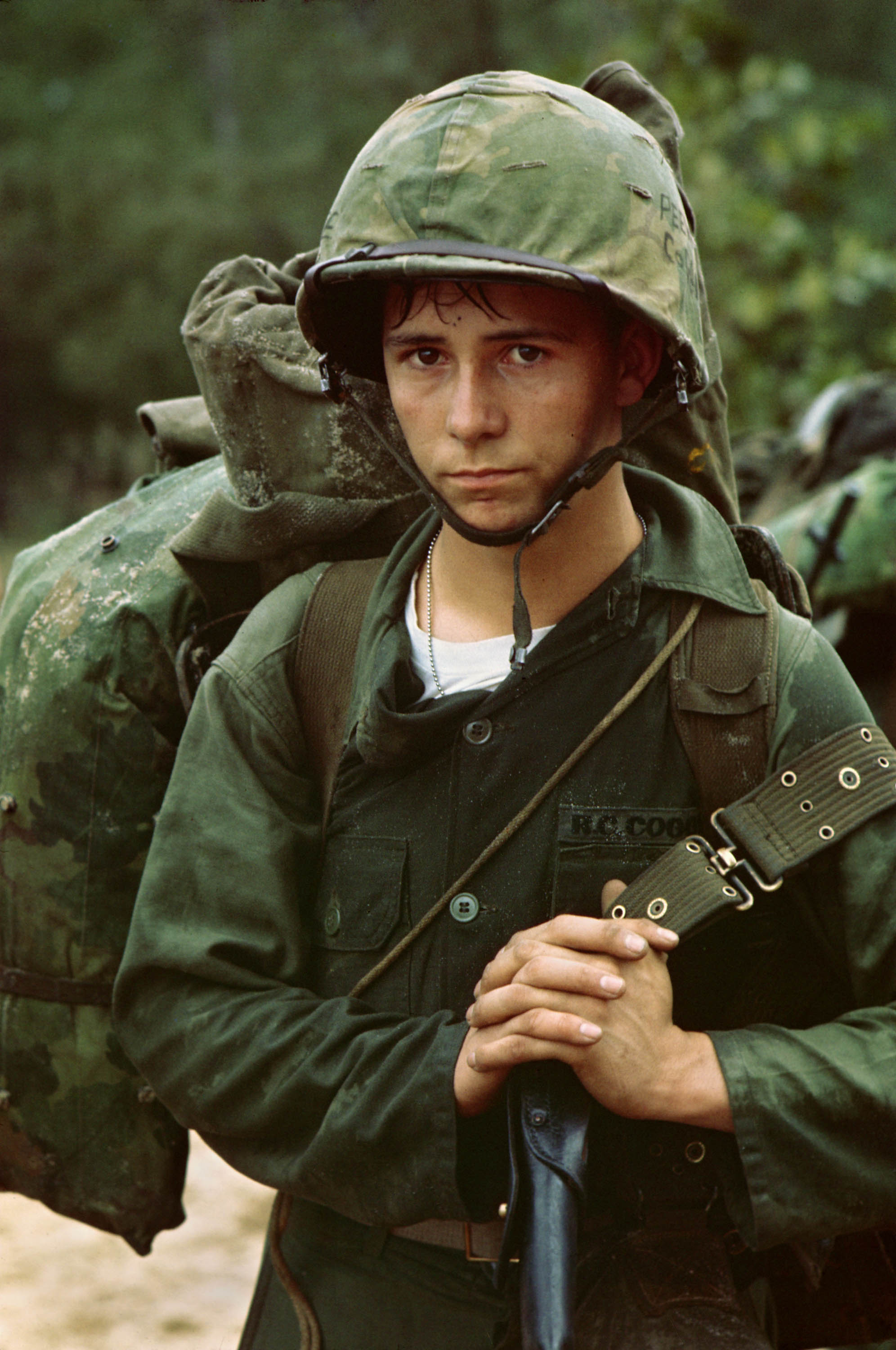
Szeregowiec marines, Đà Nẵng, Wietnam, 1965. Na zdjęciu w klasycznym umundurowaniu tego okresu.

W przededniu II wojny światowej istniała jedynie kadrowa 1. Brygada Marines, w chwili wybuchu wojny przekształcona w 1. Dywizję (dalej: 1.DMar) dowodzoną przez weterana poprzednich wojen, gen. Aleksandra Vandegrifta, oraz zalążki 2. i 7. dywizji. Brak było (poza zalążkami takich formacji) lotnictwa wspierającego i amfibijnych środków desantowych.
Pierwszym polem bitwy nowoczesnych marines była obrona wyspy Wake przez 449 marines i oficerów z 1. batalionu obrony wybrzeża pod dowództwem majora Jamesa P. Devereuxa, wspieranych przez 68 marynarzy. Walki na wyspie trwały od 8 do 24 grudnia 1941.
Drugim polem bitwy marines były Filipiny, których bronił w 1942 świeżo przeniesiony z Chin 4 pułk 1 DMar. Walki na Półwyspie Bataan zakończyły się klęską i wzięciem do niewoli wszystkich pozostałych przy życiu obrońców Filipin. Spora ich część zginęła w czasie tzw. „marszu śmierci” i w japońskich obozach jenieckich.
Trzecim polem bitwy marines była wyspa Guadalcanal, gdzie w krwawej lecz zwycięskiej kampanii na Wyspach Salomona, oblężona 1. dywizja marines przez pół roku skutecznie odpierała ataki japońskiej 17. Armii i Połączonej Floty z lądu, morza i powietrza.
Wraz z powstawaniem nowych dywizji Korpus przejął główną rolę uderzeniową na wyspach Pacyfiku, biorąc udział we wszystkich ważniejszych operacjach inwazyjnych, jak lądowania na Tarawie, Peleliu czy Iwo Jimie, z ostatnim akcentem uderzenia na Okinawę w 1945.
Marines nie byli obecni na europejskim teatrze działań i nie brali udziału w prowadzonych tu operacjach desantowych, na przykład podczas lądowania w Normandii. Ich rola ograniczyła się do szkolenia oddziałów armii biorących udział w tych operacjach.
W ciągu wojny 19 733 marines straciło życie, a ponad 67 tysięcy zostało rannych. Stanowiąc zaledwie 5% sił amerykańskich użytych w działaniach na wszystkich frontach, Korpus Piechoty Morskiej poniósł 10% wszystkich strat amerykańskich sił zbrojnych.

## Okres powojenny
Po zakończeniu II wojny światowej marines brali udział we wszystkich ważniejszych operacjach Amerykańskich Sił Zbrojnych na wszystkich obszarach działań, w tym w:
- wojnie koreańskiej (1950–1953)
- wojnie wietnamskiej (1956–1975)
- operacjach zbrojnych na Grenadzie (1983) i w Panamie (1989)
- I wojnie w Zatoce Perskiej (1990–1991)
- operacjach w Afganistanie i Iraku.

Są kierowani często na najtrudniejsze odcinki walk, ponosząc przy tym niebagatelne straty (choć marines stanowią tylko 10% żołnierzy sił zbrojnych USA, to ich członkowie stanowią prawie 25% poległych w całej amerykańskiej armii).

## Hymn

### Historia
Hymn Korpusu Piechoty Morskiej Stanów Zjednoczonych, w oryginale zatytułowany Marines’ Hymn, to zarazem najstarszy oficjalny hymn armii Stanów Zjednoczonych. Jego tekst pochodzi z XIX wieku, autor jest nieznany. Muzyka pochodzi z duetu Gendarmes’ Duet autorstwa Jacques’a Offenbacha. Do 19 sierpnia 1990 roku Korpus Piechoty Morskiej zastrzegał prawa autorskie do hymnu, ale dziś jest on publicznie dostępny i rozpowszechniany.

### Treść

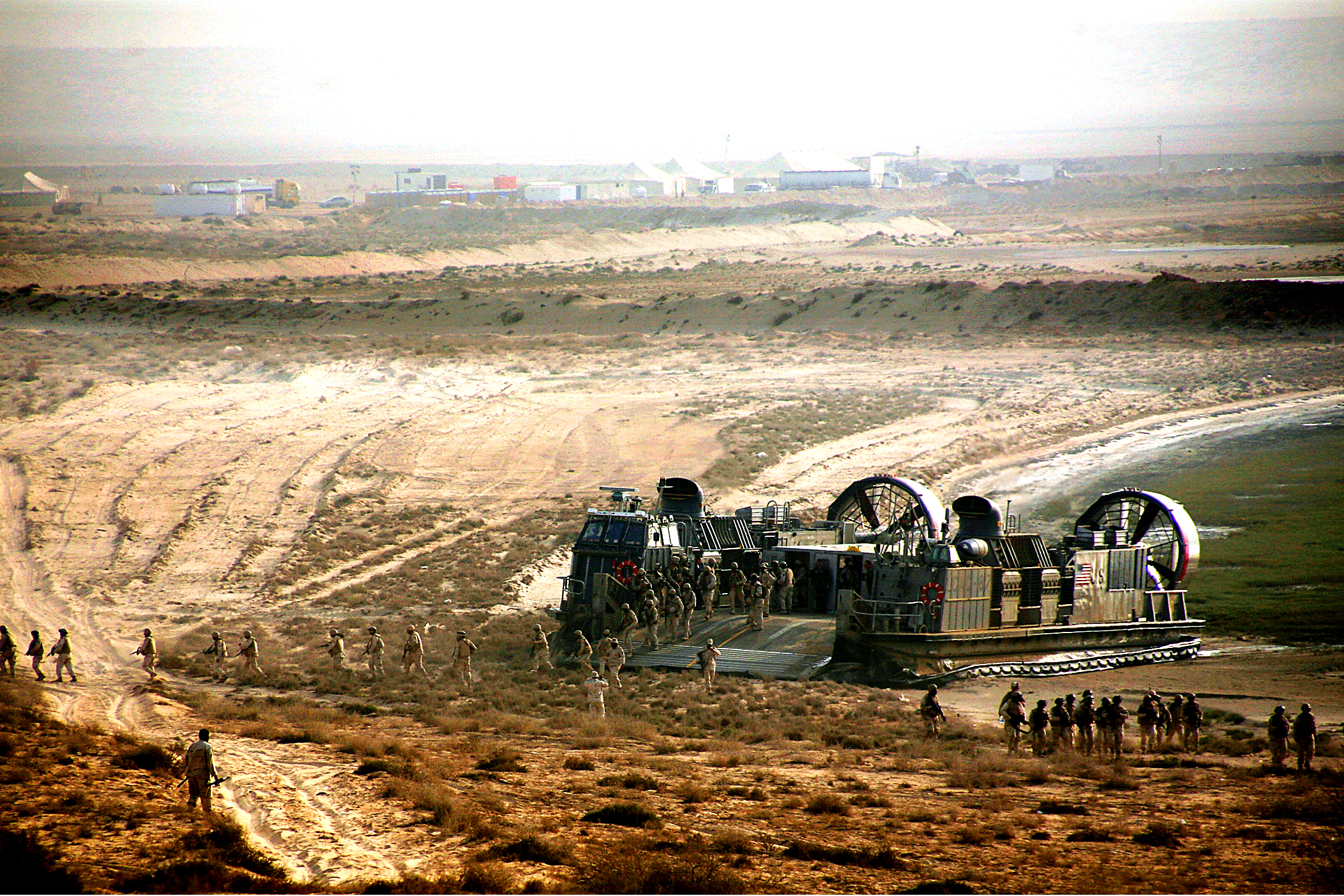
Lądowanie USMC podczas ćwiczeń na Bliskim Wschodzie w 2008

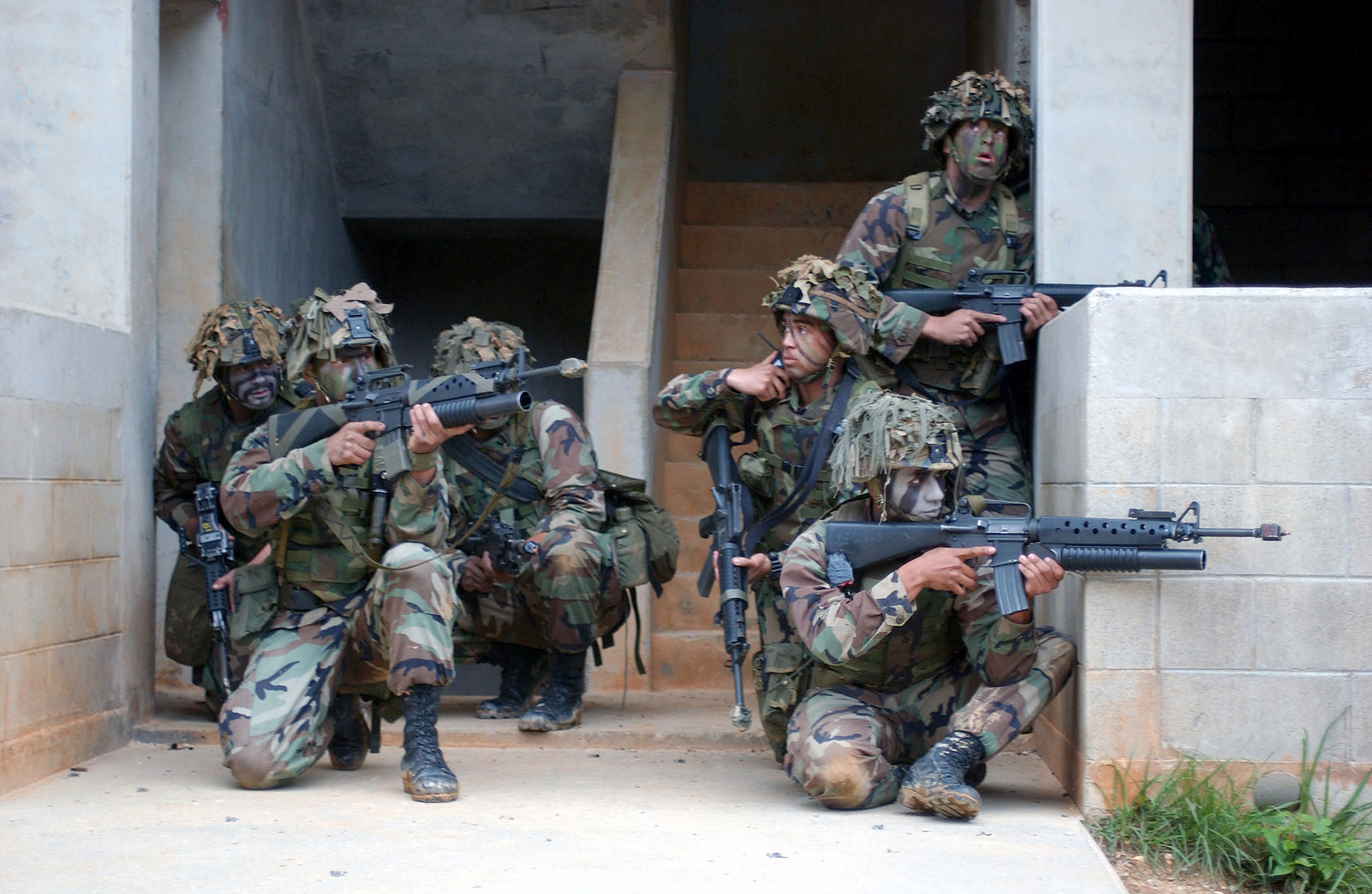
Pododdział marines podczas ćwiczeń w Camp Hansen na Okinawie w 2002

W oryginale treść hymnu Korpusu brzmi następująco:
From the halls of Montezuma
To the shores of Tripoli,
We fight our country’s battles
In the air, on land, and sea.
First to fight for right and freedom
And to keep our honor clean,
We are proud to claim the title
Of United States Marine.
Our flag’s unfurled to every breeze
From the dawn to setting sun.
We have fought in every clime and place
Where we could take a gun,
In the snow of far-off northern lands
And in sunny tropic scenes.
You will find us always on the job,
The United States Marines.
Here’s health to you and to our Corps
Which we are proud to serve.
In many a strife we’ve fought for life
And have never lost our nerve.
If the Army and the Navy
Ever look on Heaven’s scenes,
They will find the streets are guarded
By United States Marines.

## Stopnie wojskowe
Źródło:

### Żołnierze kontraktowi
| Sergeant Major of the Marine Corps (SgtMajMarCor) | Sergeant Major (SgtMaj) | Master Gunnery Sergeant (MGySgt) | First Sergeant (1stSgt) | Master Sergeant (MSgt) | Gunnery Sergeant (GySgt) | Staff Sergeant (SSgt) | Sergeant (Sgt) | Corporal (Cpl) | Lance Corporal (LCpl) | Private First Class (PFC) | Private (Pvt)  |
| E-9                                               | E-9                     | E-9                              | E-8                     | E-8                    | E-7                      | E-6                   | E-5            | E-4            | E-3                   | E-2                       | E-1            |
| ------------------------------------------------- | ----------------------- | -------------------------------- | ----------------------- | ---------------------- | ------------------------ | --------------------- | -------------- | -------------- | --------------------- | ------------------------- | -------------- |
|                                                   |                         |                                  |                         |                        |                          |                       |                |                |                       |                           | Brak insygniów |

### Podoficerowie
| Chief Warrant Officer-5 (CWO5) | Chief Warrant Officer-4 (CWO4) | Chief Warrant Officer-3 (CWO3) | Chief Warrant Officer-2 (CWO2) | Warrant Officer (WO) | Infantry Weapons Officer „Marine Gunner” |
| W5                             | W4                             | W3                             | W2                             | W1                   | CWO2-CWO5                                |
| ------------------------------ | ------------------------------ | ------------------------------ | ------------------------------ | -------------------- | ---------------------------------------- |
|                                |                                |                                |                                |                      |                                          |

### Oficerowie
| General (Gen) | Lieutenant General (LtGen) | Major General (MajGen) | Brigadier General (BGen) | Colonel (Col) | Lieutenant Colonel (LtCol) | Major (Maj) | Captain (Capt) | First Lieutenant (1stLt) | Second Lieutenant (2ndLt) |
| O-10          | O-9                        | O-8                    | O-7                      | O-6           | O-5                        | O-4         | O-3            | O-2                      | O-1                       |
| ------------- | -------------------------- | ---------------------- | ------------------------ | ------------- | -------------------------- | ----------- | -------------- | ------------------------ | ------------------------- |
|               |                            |                        |                          |               |                            |             |                |                          |                           |